# Raivavae

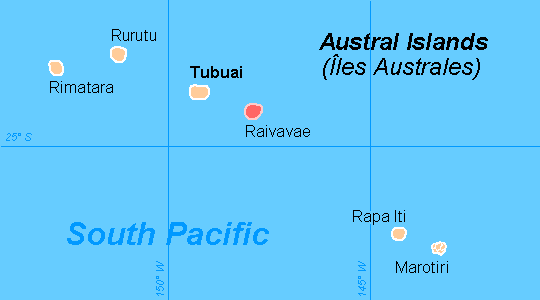
Localização de Raivavae

Raivavae é uma ilha que faz parte das Ilhas Austrais, na Polinésia Francesa. Tem uma extensão territorial de aproximadamente 16 quilômetros quadrados e uma população de cerca de 900 habitantes. O ponto mais alto da ilha localiza-se no pico do monte Hiro, a 438 metros de altitude.